# Marino Grimani (doge)
Marino Grimani (Venezia, 1º luglio 1532 – Venezia, 25 dicembre 1605) fu l'89º doge della Repubblica di Venezia dal 26 aprile 1595 fino alla sua morte.
Figlio di Girolamo e Donata Pisani, uomo ricchissimo e abile politico, il suo dogado rimase famoso per due motivi: le splendide feste per l'incoronazione di sua moglie Morosina Morosini a Dogaressa (1597) e l'inizio degli scontri tra Papato e Repubblica che sfoceranno, sotto il governo del suo successore Leonardo Donato, nell'Interdetto per Venezia, con lunghi strascichi nei rapporti tra la Chiesa e la Serennissima (1606 – 1607).

## Biografia

### Carriera politica
Uomo ricco e potente, il Grimani fece una rapida carriera: podestà, ambasciatore per lunghissimo tempo presso il papa, consigliere dogale, Savio.
Nominato cavaliere, sfruttò le sue ingenti ricchezze per accattivarsi il favore del popolo, così divenne presto uno degli uomini più influenti di Venezia.
Alla morte del doge Pasquale Cicogna si candidò infine alla massima carica della Repubblica.

### Dogato

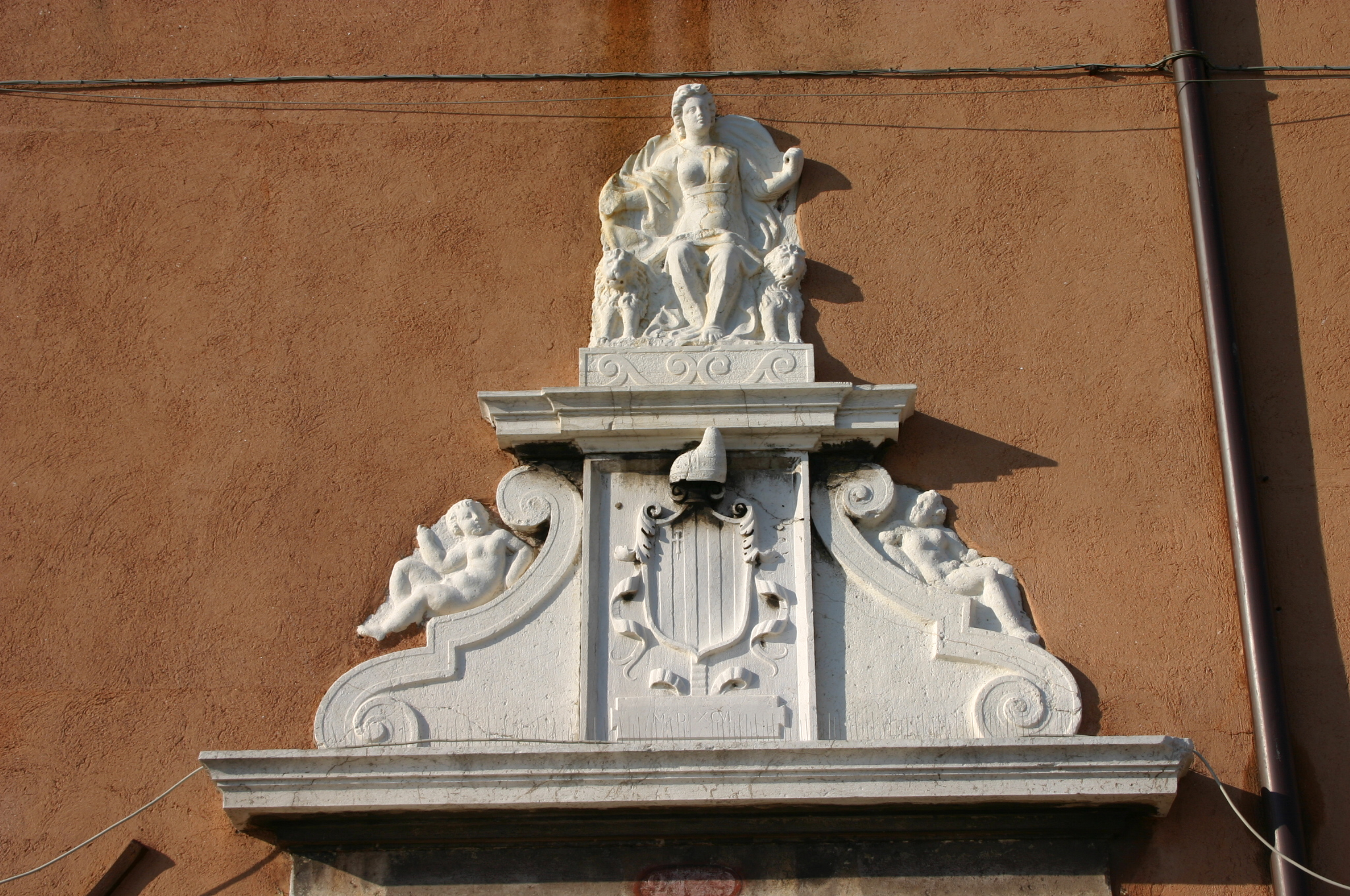
Portale con stemma di Marino Grimani (1596).

Dopo ben sessantotto scrutini nessuno dei concorrenti proposti alla carica di Doge era riuscito a raggiungere il quorum, a causa degli intrighi fra i vari nobili.
Il Grimani, uomo di fiuto politico non indifferente, riuscì, grazie a costosi "regali", a spezzare gli accordi tra i suoi concorrenti e a raggiungere il numero di voti necessari.
Il popolo festeggiò a lungo la sua elezione; le sfarzose celebrazioni proseguirono ininterrottamente per quasi un anno, per poi riprendere nel 1597 per la fastosa incoronazione a dogaressa della moglie Morosina Morosini.
Il costo di tali festeggiamenti fu talmente alto che sino alla fine del Seicento non si ripeté più un evento simile.
Nel 1600 iniziavano gli attriti tra il Papato e Venezia.
Tra il 1601 e il 1604 vennero emesse numerose leggi limitatrici del potere papale che garantivano alla Serenissima il massimo controllo sulle strutture clericali.
Alla fine del 1605 due ecclesiastici vennero imprigionati come criminali “comuni” (senza la concessione dei privilegi che sarebbero loro spettati), allora papa Paolo V, risentito, inviò proteste formali il 10 dicembre dello stesso anno.
Il Grimani, ammalato da tempo a causa degli strapazzi di feste e banchetti, morì il 25 dicembre 1605.